# Лужицкие языки

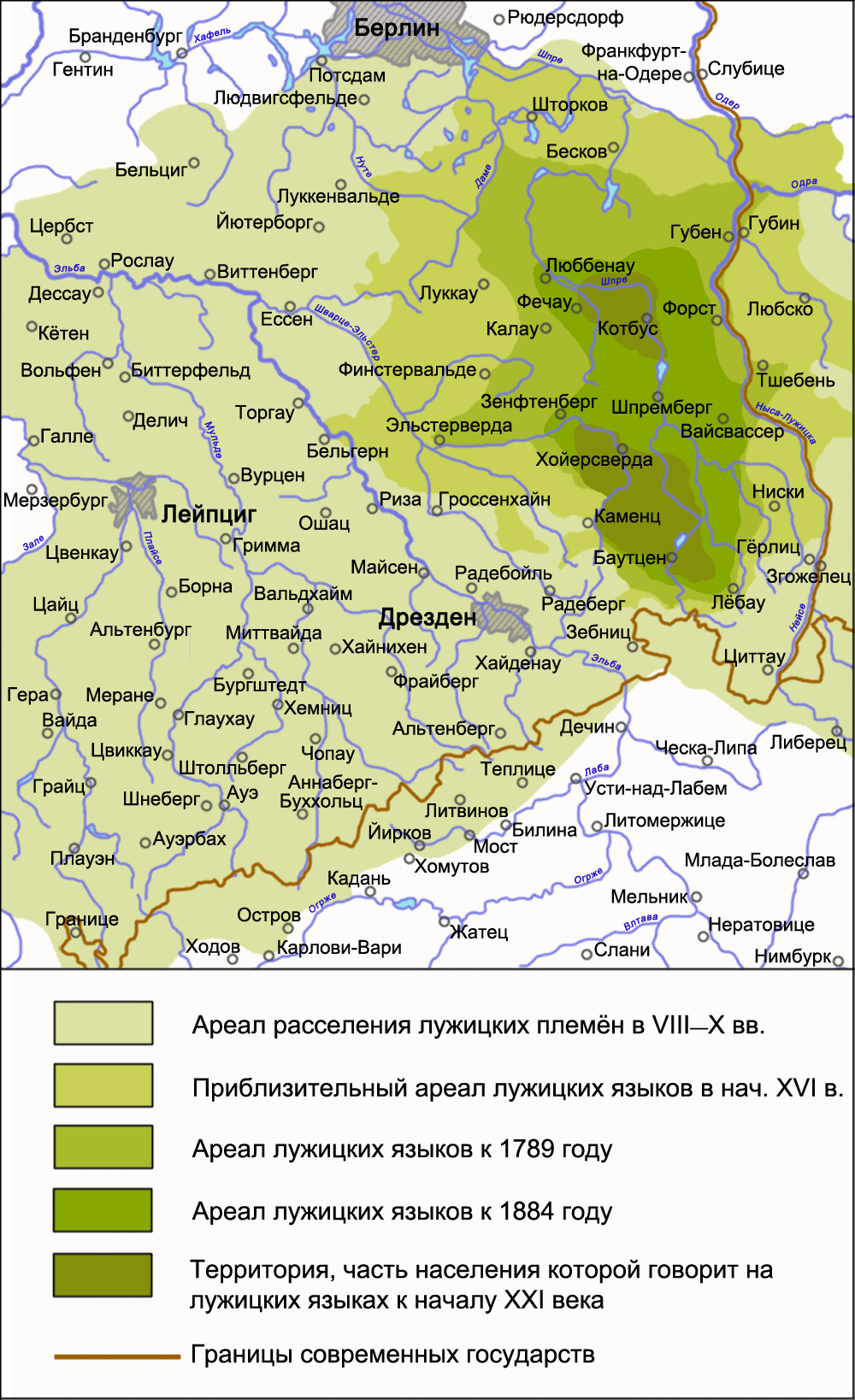
Сокращение серболужицкого языкового ареала

Лу́жицкие языки́ (серболу́жицкие языки́) (устаревшее название — «сербский»; в.-луж. serbska rěč, н.-луж. serbska rěc) — языки лужичан (серболужичан), одного из национальных меньшинств в Германии. С XII века известны записи на старолужицком языке.
Относят к славянской группе языков. Общее число говорящих — около 60 000 человек, из них около 40 000 живут в Саксонии и около 20 000 — в Бранденбурге. В регионе распространения лужицкого языка таблицы с названиями городов и улиц — часто двуязычные.
Различают 2 письменных языка, которые, в свою очередь, состоят из нескольких диалектов:
- Верхнелужицкий язык (в Верхней Лужице)
- Нижнелужицкий язык (в Нижней Лужице)

Нижнелужицкий язык находится на грани вымирания.
Наряду с двумя крупными диалектными группами — нижнелужицкой и верхнелужицкой Л. В. Щерба выделял также восточнолужицкую группу диалектов (наречие).
Сохранили двойственное число вместе со словенским языком.